# Vchynice
Vchynice település Csehországban, a Litoměřicei járásban. Vchynice Lhotka nad Labem, Velemín, Sulejovice, Lovosice, Jenčice és Čížkovice településekkel határos. Lakosainak száma 335 fő (2024. január 1.).

## Népesség
A település lakosságának változását az alábbi diagram mutatja:
| Lakosok száma | 344  | 397  | 480  | 402  | 353  | 312  | 305  | 304  | 319  | 335  |
|               | 1869 | 1890 | 1921 | 1950 | 1980 | 2001 | 2017 | 2019 | 2022 | 2024 |